# عامر بن سعد
عامر بن سعد بن الحارث صحابي جليل، شهد غزوة مؤتة واستشهد فيها .

## سيرته
اسمه عامر بن سعد بن الحارث بن عباد بن سعد بن عامر بن ثعلبة بن أفصى بن حارثة، أخوه هو الصحابي عمرو بن سعد،

## استشهاده
كان مع أخوه ممن أرسلهم رسول الله مع جمع من المسلمين لقتال الروم، فشهد معهم غزوة مؤتة واستشهد فيها هو وأخوه في السنة الثامنة للهجرة.